# 12209 Jennalynn
12209 Jennalynn este o planetă minoră (asteroid), cu un diametru de 6,661 km, din centura de asteroizi. A fost descoperită pe 11 martie 1981 la Observatorul Siding Spring de Schelte J. Bus. 
Obiectul prezintă o orbită caracterizată de o semiaxă mare de 2,546622 UAi, o excentricitate de 0,12, o înclinație de 15,16024 ° în raport cu ecliptica.